# Тимчасовий уряд Гаваїв
Тимчасовий уряд Гаваїв (гав. Aupuni Kūikawā o Hawaiʻi, англ. Provisional Government of Hawaii, також відоме під абревіатурою «PG») — самопроголошений уряд на Гавайських островах, що керував Гавайським королівством від моменту повалення 17 січня 1893 року королеви Ліліуокалані й до утворення 4 липня 1894 року Гавайської республіки.

## Утворення тимчасового уряду
У 1887 році члени Гавайської ліги змусили короля Калакауа підписати конституція Гавайського королівства 1887. Після його смерті в 1891 році на трон зійшла королева Ліліуокалані, котра взяла курс на підготовку нової конституції, що підсилювала б королівську владу і послаблювала вплив євроамериканських ділових кіл. У січні 1893 року 13 членів Гавайської ліги влаштували змову й організували переворот, змістивши королеву. Прийшовши до влади, ці 13 осіб, очолювані Лоріном Турстоном, утворили Тимчасовий уряд Гаваїв.

## Відносини тимчасового уряду з США
Терстон почав лобіювати анексію Гаваїв Сполученими Штатами, і президент США Бенджамін Гаррісон направив в сенат відповідний законопроєкт, проте принцеса знаходилася в цей час у Вашингтоні принцеса Каіулані, яка знаходилася в цей час у Вашингтоні, стверджувала, що повалення гавайської монархії було незаконним, і справа застопорилася. Наступник Гаррісона Гровер Клівленд відразу після вступу на посаду заморозив підготовку договору і розпорядився почати розслідування.
Клівленд призначив колишнього конгресмена від штату Джорджія Джеймса Хендерсона Блаунта представником Державного Департаменту США (міністром) на Гаваях для розслідування обставин повалення монархії. Блаунт склав звіт, який повідомляв, що його попередник, Джон Левітт Стівенс, зайняв сторону супротивників монархії та надав їм військову допомогу, наказавши американським військам висадитися з крейсера «Бостон» на берег. На підставі звіту Клівленд призначив представником (міністром) на Гаваї Альберта Сідні Вілліса і відправив його в Гонолулу з секретними дорученнями. Вілліс провів переговори зі скинутою королевою і домігся від неї обіцянки оголосити амністію учасникам перевороту в разі приходу до влади. Після цього він висунув формальну вимогу про розпуск Тимчасового уряду і повного поновлення монархії. Він не знав про те, що рішення було запізнілим, оскільки Клівленд вже передав відповідну справу в конгрес США. 23 грудня 1893 року Сенфорд Доул послав відповідь Віллісу з відмовою передати владу королеві.
У відповідь на пояснення Клівленда сенат ухвалив резолюцію, зобов'язавши свій комітет із зовнішніх зв'язків провести відкриті слухання і допитати свідків, щоб визначити, чи не перевищив президент Клівленд свої повноваження, призначивши Блаунта міністром і надавши йому вагомих повноважень без узгодження з сенатом. Головою комісії став Джон Тайлер Морган, сенатор з Алабами, прихильник включення островів до складу США.
Висновки комісії були опубліковані 26 лютого 1894 року і суперечили висновкам зі звіту Блаунта. Комісія визнала, що Збройні сили США зберігали нейтралітет під час перевороту, зняла звинувачення зі Стівенса, але визнала, що призначення Блаунта без схвалення конгресу США не суперечило конституції. Дев'ять членів комісії Моргана не змогли домовитися між собою про висновки, і звіт був підписаний лише особисто Морганом.
Після прийняття низки резолюцій конгреса США президент Гровер Клівленд відмовився визнати тимчасовий уряд як де-юре, так і де-факто.

## Гавайська армія
27 січня 1893 року Тимчасовий уряд Гаваїв створив свої збройні сили: три роти національної гвардії і одну роту регулярної армії під загальним командуванням полковника Джона Соупера. Ротами національної гвардії були:
- Рота А під командуванням Карла Цайлера, що складалася з волонтерів німецького походження;
- Рота B під командуванням Х'ю Ганна, що складалася з членів напіввійськового формування Рушниці Гонолулу;
- Рота C під командуванням Джозефа Камари, що складалася з волонтерів португальського походження.

Регулярною військовою частиною була рота D під командуванням Джона Гуда, яка, як і рота B, складалася з членів «Рушниць Гонолулу».
Гавайська армія залучалася в збройних конфліктах як Тимчасовим урядом Гаваїв, так і згодом Гавайською республікою. Після анексії Гаваїв Сполученими Штатами й утворення Території Гаваї Гавайська армія стала частиною загальної системи Національної гвардії США.

## Внутрішня політика
При Тимчасовому уряді гавайська внутрішня політика стала більш жорсткою. Новий уряд відмовився надавати громадянство іммігрантам з Китаю, а діяльність департаменту освіти призвела до того, що гавайська мова, що конкурувала з англійською, була на межі зникнення. Якщо конституція 1887 року надавала право голосу 14 тисячам виборцям, то тепер це число було обмежено 4 тисячами (при 100 тисячному населенні).

## Утворення Гавайської республіки
Тимчасовий уряд побоювався, що Гровер Клівленд буде продовжувати втручатися у справи островів з метою поновлення монархії. Крім того, вони припускали, що до кінця терміну Клівленда приєднання островів не відбудеться, а для довгострокового управління островами була необхідна більш стійка форма правління, ніж тимчасовий уряд. Тому 30 травня 1894 року тимчасовий уряд скликав конституційні збори, і останнім прийняв проєкт конституції Республіки Гаваї. Республіка була проголошена 4 липня 1894 року в Гонолулу. Сенфорд Доул став президентом республіки.